# John Junkerman
John Junkerman (né le 3 août 1952  à Milwaukee, dans le Wisconsin aux États-Unis) est un réalisateur, producteur de cinéma, monteur et acteur américain.

## Filmographie

### Comme réalisateur
- 1986 : Hellfire: A Journey from Hiroshima
- 1992 : Dream Window: Reflections on the Japanese Garden
- 1993 : Rojin to umi
- 1999 : The Mississippi: River of Song (TV)
- 2002 : Power and Terror: Noam Chomsky in Our Times
- 2003 : Noam Chomsky: Distorted Morality (vidéo)
- 2005 : Nihonkoku kenpo the movie

### Comme producteur
- 1986 : Hellfire: A Journey from Hiroshima
- 2006 : Possibilities

### Comme monteur
- 2002 : Power and Terror: Noam Chomsky in Our Times
- 2005 : Nihonkoku kenpo the movie

### Comme acteur
- 2003 : Arishihi no Kabul Hakubutsukan - 1988nen : Narrator (voix)